# Hielke Antonides
Hielke Antonides (Zuidbroek, 14 april 1905 – aldaar, 21 mei 1981) was een Nederlandse verzetsstrijder, sinds 1936 ambtenaar en werd na de oorlog benoemd tot gemeentesecretaris te Zuidbroek, later te Oosterbroek. Antonides was gereformeerd (vrijgemaakt). 
Hielke Antonides was tijdens de Tweede Wereldoorlog actief in het verzet en betrokken bij de illegale pers. In Zuidbroek maakte hij het illegale blad Doorgeven samen met zijn broer Berend Antonides, Jakob Bruggema en G. Velthuis. Antonides verzamelde bij deze uitgave vooral binnenlands nieuws. Tevens maakte hij duizenden strooiblaadjes. Samen met zijn broers en zusters verspreidde hij weekoverzichten en een stakingsoproep in mei 1943. Andere verzetsactiviteiten waarbij hij betrokken was, waren Knokploeg 3 en het verstrekken van persoonsbewijzen. Bij een overval op het distributiekantoor van Zuidbroek zorgde Hielke Antonides voor inlichtingen en sleutels. Hij was plaatselijk commandant van de Binnenlandse Strijdkrachten. Op 7 juni 1944 moest hij onderduiken. 
Antonides maakte na de oorlog carrière binnen de gemeenten Zuidbroek en Oostbroek. Hij hield zich onder andere bezig met streekgeschiedenis en publiceerde na zijn pensionering het boek Noord- en Zuidbroek in vroeger jaren (1973). Hij liet aan de gemeente een omvangrijk archief met foto's en documenten na. Antonides overleed te Zuidbroek op 21 mei 1981.